# Campingplats

Vägmärket för campingplats.

En campingplats är en avgränsad plats för camping. Vanligen är det en parkanläggning som mot inträde tar emot campingturister och erbjuder mark eller stugby samt rinnande vatten och butik.

## Sverige
Camping är Sveriges vanligaste kommersiella boendeform för turism och står för cirka en tredjedel av alla gästnätter. Sommartid är merparten av alla kommersiella gästnätter förlagda på campingplatser (hotell, vandrarhem och stugbyar står för mindre än 50 procent). Graden av service är klassificerad med ett nationellt stjärnsystem där fem stjärnor innebär den högsta servicegraden. Vintertid är flertalet campingplatser stängda, men upplåter ofta platser för husvagnsuppställning över säsongen eller årsvis.
Sveriges certifierade och klassificerade campingplatser är medlemmar i SCR som också arbetar med marknadsföring i Sverige och internationellt.

### Klassificering av campingplatser i Sverige

Sveriges campingklassificering

Klassificering görs av SCR som har tagit fram en standard där de svenska campingplatserna klassificeras frivilligt enligt ett system där poäng 1-5 ges inom följande områden:
- Hygien: Uppvärmda lokaler, toalett, dusch, tvättplatser, eluttag, hårvård, familjerum, barnhygien, matlagning, matplats, disk, klädvård, servicebyggnader, latrintömning, hunddusch.
- Miljökriterier: Inhägnad, vägbelysning, gästinfo, tomtyta, tomtmarkering, eluttag, vatten och avlopp, tv-uttag, internet, vattenposter, sophantering, plantering, yttre underhåll.
- Servicekriterier: Reception, tillsyn, bokningsservice, utbildad personal, butiker, restauranger och caféer samt gästservice.
- Rekreationsanläggningar: Lekplats, lekrum, friluftsbad, pool, vattenrutschbana, bastu, jacuzzi, samlingsrum, tv-rum, konferensrum, konferensservice, lekland, bollplaner, minigolf, uthyrning av cyklar och kanoter, motionsrum, solarium, grillplats, vandringsleder, fiske, motions- och cykelspår.
- Aktiviteter: Utbudet av arrangerade aktiviteter på campingplatsen, ledarledda aktiviteter för både barn och vuxna, arrangemang i form av shower, trubadurer, dans etc.

Stjärnor: Stjärnorna anger det totala resultatet av bedömningen för de fyra första kriterierna i klassificeringen. Alla campingplatser publicerar inte antal stjärnor.

### Äldre system i Sverige
Före 2009 använde SCR ett enklare system där de svenska campingplatserna endast klassificerades med 1-5 stjärnor.
- 1 stjärna - För att få en stjärna krävs 80 m² tomter för husvagnar. Personal på plats dagligen. Tvättränna. Duschar med varmvatten. Eluttag för hårvård / rakning. Matlagning / disk utomhus. Särskild plats för klädvård. Enkel lekplats.

- 2 stjärnor - Krav för 1 stjärna ska uppfyllas. Elanslutning för husvagnar på minst 20 procent av tomterna. Fast reception / kiosk. Personal på plats hela dagen. Vattenspolande toaletter. Minst två tvättställ med varmvatten per avdelning.

- 3 stjärnor - Krav för 2 stjärnor ska uppfyllas. 15 procent av tomterna ska vara 100 m². Minst 40 procent av tomterna ska ha elanslutning. Personal ska kunna nås dygnet runt. Uppvärmt servicehus. Matlagning inomhus. Samlingsplats med TV.

- 4 stjärnor - Krav för 3 stjärnor ska uppfyllas. 25 procent av tomterna ska vara 100 m². Minst 60 procent av tomterna ska ha elanslutning. Duschar med reglerbart varmvatten, de flesta med dörr och omklädningsplats. Ugnsspis, mikrougn, matplatser inomhus. Livsmedelsbutik. Matservering inom 1 000 m. Välutrustad lekplats.

- 5 stjärnor - Krav för 4 stjärnor ska uppfyllas. Minst 50 procent av tomterna ska vara 100 m². Minst 20 tomter ska ha anslutning för vatten och avlopp. Tempererad pool och barnbassäng. Restaurang med minst öl- och vinrättigheter. Ledarledda barnaktiviteter.

## Bilder

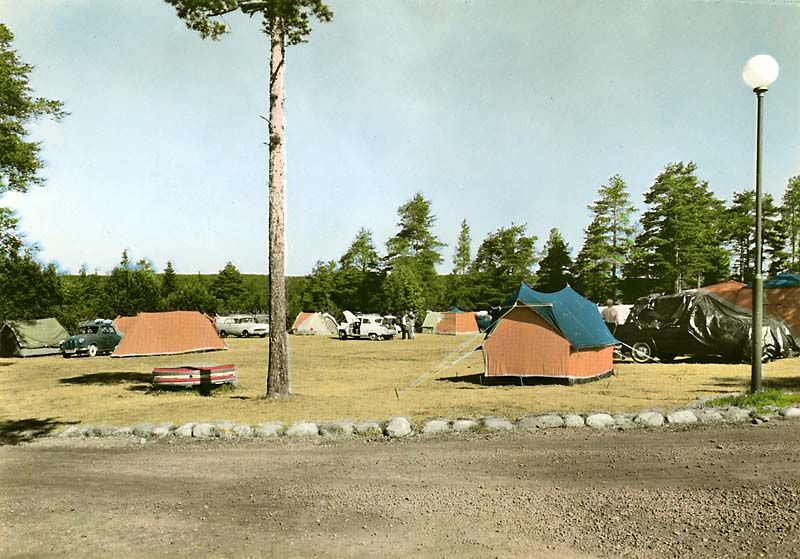
En campingplats i Sverige under tidigt 1900-tal.
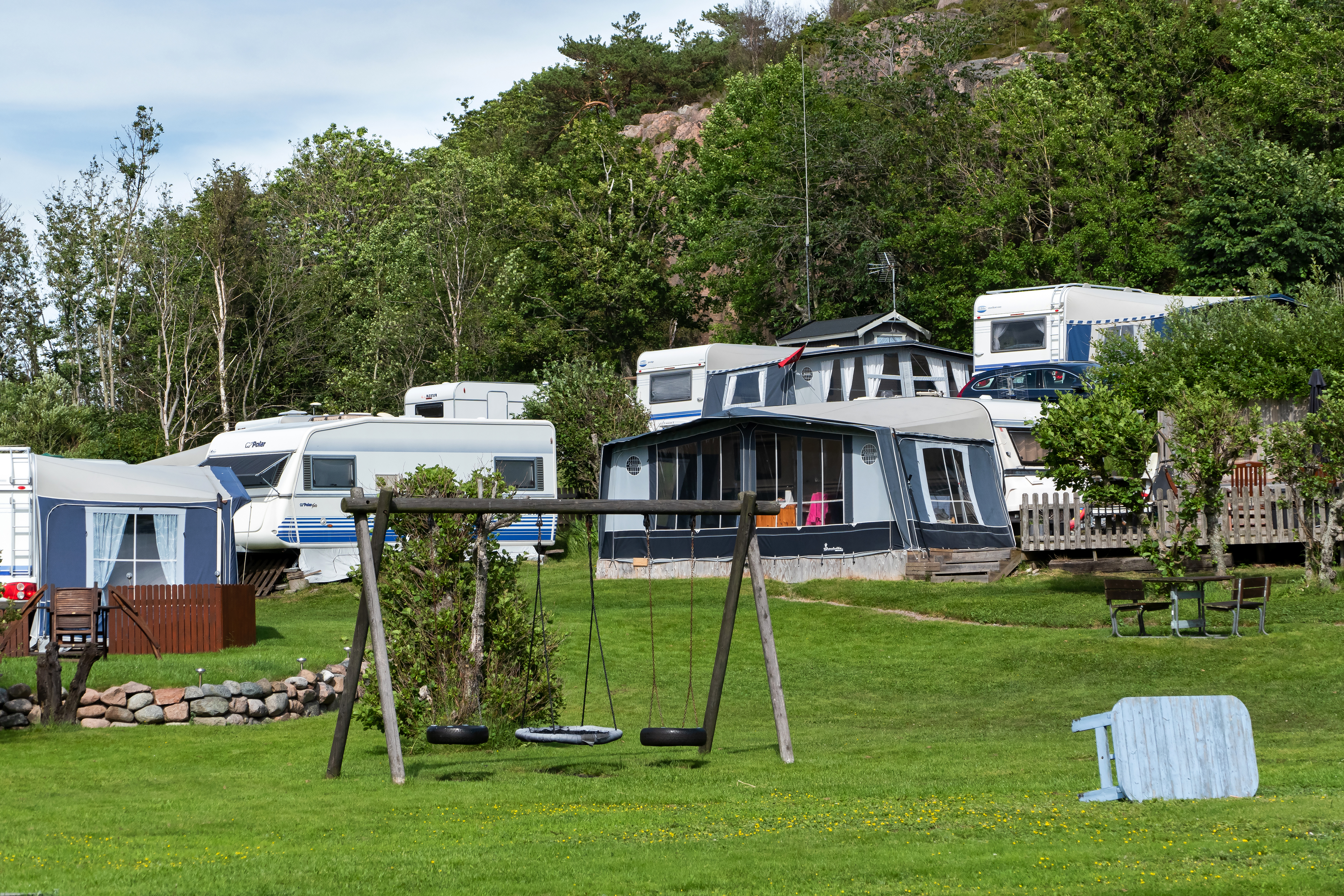
Govik camping i Lysekils kommun.
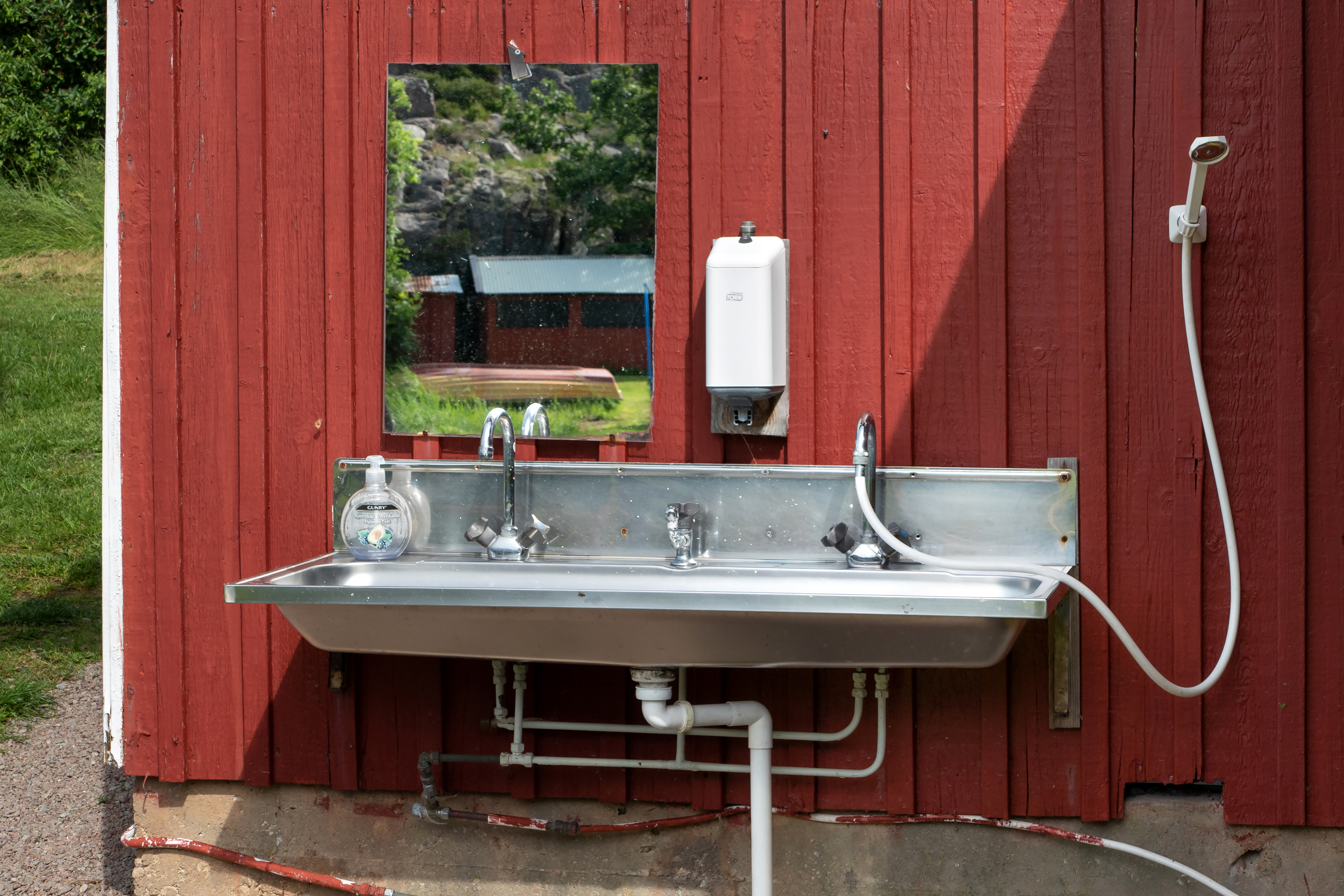
En diskstation på en campingplats.